# Mrozy
Mrozy è un comune rurale polacco del distretto di Mińsk, nel voivodato della Masovia.
Ricopre una superficie di 145,24 km² e nel 2004 contava 8 821 abitanti.